# بازی‌های مدیترانه ۲۰۱۸
بازی‌های مدیترانه ۲۰۱۸ (انگلیسی: 2018 Mediterranean Games) هجدهمین دوره مسابقات بازی‌های مدیترانه است که از ۲۲ ژوئن تا ۱ ژوئیه ۲۰۱۸ در تاراگونا، اسپانیا برگزار شده است. این بازی‌ها با حضور ۳٬۶۴۸ ورزشکار از ۲۶ کشور انجام شده است.

## انتخاب میزبان
شهرهای تاراگونا و اسکندریه دو نامزد بازی‌های مدیترانه ۲۰۱۸ بودند که شهر تاراگونا با ۳۶ رای در برابر ۳۴ رای اسکندریه میزبانی این دوره از بازی‌ها را به دست آورد.
| شهر      | NOC     | مرحله ۱ |
| تاراگونا | اسپانیا | ۳۶      |
| اسکندریه | مصر     | ۳۴      |

## ورزش‌ها
| \| - ورزش‌های آبی - شنا (جزئیات) (۳۸) - شنا پارالمپیک (جزئیات) (۲) - واترپلو (جزئیات) (۲) - تیراندازی با کمان (جزئیات) (۴) - دو و میدانی (جزئیات) - دو و میدانی (۳۴) - دو و میدانی پارالمپیک (۱) - بدمینتون (جزئیات) (۴) \| - بسکتبال (جزئیات) (۲) - بولز (جزئیات) (۹) - بوکس (جزئیات) (۹) - قایقرانی (جزئیات) (۵) - دوچرخه‌سواری (جزئیات) (۴) - سوارکاری (جزئیات) (۲) - شمشیربازی (جزئیات) (۴) - فوتبال (جزئیات) (۱) - گلف (جزئیات) (۴) \| - ژیمناستیک - ژیمناستیک هنری (جزئیات) (۱۴) - ژیمناستیک ریتمیک (جزئیات) (۱) - هندبال (جزئیات) (۲) - جودو (جزئیات) (۱۴) - کاراته (جزئیات) (۱۰) - روئینگ (جزئیات) (۶) - قایقرانی بادبانی (جزئیات) (۴) - تیراندازی (جزئیات) (۶) \| - تنیس روی میز (جزئیات) (۴) - تکواندو (جزئیات) (۸) - تنیس (جزئیات) (۴) - ورزش سه‌گانه (جزئیات) (۲) - والیبال - والیبال ساحلی (جزئیات) (۲) - والیبال (جزئیات) (۲) - اسکی روی آب (جزئیات) (۲) - وزنه‌برداری (جزئیات) (۲۴) - کشتی (جزئیات) (۱۴) \| | | | |
| - ورزش‌های آبی - شنا () (۳۸) - شنا پارالمپیک () (۲) - واترپلو () (۲) - تیراندازی با کمان () (۴) - دو و میدانی () - دو و میدانی (۳۴) - دو و میدانی پارالمپیک (۱) - بدمینتون () (۴) | - بسکتبال () (۲) - بولز () (۹) - بوکس () (۹) - قایقرانی () (۵) - دوچرخه‌سواری () (۴) - سوارکاری () (۲) - شمشیربازی () (۴) - فوتبال () (۱) - گلف () (۴) | - ژیمناستیک - ژیمناستیک هنری () (۱۴) - ژیمناستیک ریتمیک () (۱) - هندبال () (۲) - جودو () (۱۴) - کاراته () (۱۰) - روئینگ () (۶) - قایقرانی بادبانی () (۴) - تیراندازی () (۶) | - تنیس روی میز () (۴) - تکواندو () (۸) - تنیس () (۴) - ورزش سه‌گانه () (۲) - والیبال - والیبال ساحلی () (۲) - والیبال () (۲) - اسکی روی آب () (۲) - وزنه‌برداری () (۲۴) - کشتی () (۱۴) |

## کشورهای شرکت‌کننده
| - آلبانی (۵۹) - الجزایر (۲۳۳) - آندورا (۳۴) - بوسنی و هرزگوین (۷۰) - کرواسی (۹۹) - قبرس (۱۲۳) - مصر (۱۷۷) - فرانسه (۳۱۰) - یونان (۲۹۹) - ایتالیا (۴۱۹) - کوزوو (۴۰) - لبنان (۲۱) - لیبی (۳۰) - مقدونیه (۷۲) - مالت (۱۱) - موناکو (۲۲) - مونته‌نگرو (۵۷) - مراکش (۱۱۴) - پرتغال (۲۳۳) - سان مارینو (۱۶) - صربستان (۱۴۰) - اسلوونی (۱۷۴) - اسپانیا (۳۹۶) (میزبان) - سوریه (۳۳) - تونس (۱۳۲) - ترکیه (۳۴۹) |

## جدول مدال‌ها
*   کشور میزبان (اسپانیا)
| رتبه            | کشور            | طلا | نقره | برنز | مجموع |
| --------------- | --------------- | --- | ---- | ---- | ----- |
| ۱               | ایتالیا         | ۵۶  | ۵۶   | ۴۴   | ۱۵۶   |
| ۲               | اسپانیا*        | ۳۸  | ۴۰   | ۴۴   | ۱۲۲   |
| ۳               | ترکیه           | ۳۱  | ۲۵   | ۳۹   | ۹۵    |
| ۴               | فرانسه          | ۲۸  | ۳۱   | ۴۰   | ۹۹    |
| ۵               | مصر             | ۱۸  | ۱۱   | ۱۶   | ۴۵    |
| ۶               | یونان           | ۱۲  | ۱۴   | ۲۲   | ۴۸    |
| ۷               | صربستان         | ۱۲  | ۱۱   | ۹    | ۳۲    |
| ۸               | مراکش           | ۱۰  | ۷    | ۷    | ۲۴    |
| ۹               | کرواسی          | ۹   | ۵    | ۳    | ۱۷    |
| ۱۰              | تونس            | ۶   | ۱۳   | ۱۳   | ۳۲    |
| ۱۱              | اسلوونی         | ۴   | ۹    | ۲۳   | ۳۶    |
| ۱۲              | قبرس            | ۴   | ۲    | ۲    | ۸     |
| ۱۳              | پرتغال          | ۳   | ۸    | ۱۳   | ۲۴    |
| ۱۴              | کوزوو           | ۳   | ۱    | ۰    | ۴     |
| ۱۵              | الجزایر         | ۲   | ۴    | ۷    | ۱۳    |
| ۱۶              | سوریه           | ۲   | ۲    | ۳    | ۷     |
| ۱۷              | مقدونیه         | ۲   | ۱    | ۳    | ۶     |
| ۱۸              | سان مارینو      | ۲   | ۰    | ۰    | ۲     |
| ۱۹              | بوسنی و هرزگوین | ۱   | ۱    | ۳    | ۵     |
| ۲۰              | آلبانی          | ۱   | ۱    | ۰    | ۲     |
| ۲۱              | موناکو          | ۰   | ۲    | ۰    | ۲     |
| ۲۲              | مونته‌نگرو       | ۰   | ۱    | ۲    | ۳     |
| ۲۳              | لبنان           | ۰   | ۱    | ۰    | ۱     |
| ۲۴              | مالت            | ۰   | ۰    | ۱    | ۱     |
| ۲۵              | آندورا          | ۰   | ۰    | ۰    | ۰     |
| ۲۵              | لیبی            | ۰   | ۰    | ۰    | ۰     |
| مجموع (۲۶ کشور) | مجموع (۲۶ کشور) | ۲۴۴ | ۲۴۶  | ۲۹۴  | ۷۸۴   |

Source: Medal Standings